# Dragonet blau
El dragonet blau o llimac de drac blau (Glaucus atlanticus) és una espècie de gasteròpode nudibranqui de la família Glaucidae. Està emparentat estretament amb Glaucilla marginata, un altre membre de la família Glaucidae. Aquesta espècie és cosmopolita i pelàgica, habitant sobretot aigües tropicals i temperades. S'alimenta d'altres animals com ara de caravel·les portugueses, de les quals obté el verí que posteriorment emmagatzema i fa servir. Els espècimens d'aquesta espècie són hermafrodites, com la majoria de nudibranquis.

## Descripció
El dragonet blau fa normalment entre els 3 i els 4 cm de llarg. En la seva part dorsal presenta una coloració blava platejada i al ventre un blau pàl·lid. Presenta ratlles blaves fosques o negres al llarg del peu. Té un cos troncocònic aplanat amb sis apèndixs que es ramifiquen en ceres. Les seves dents amb ràdula s'assemblen a dagues.

## Hàbitat i distribució
Aquest nudibranqui és pelàgic, amb una distribució cosmopolita pels mars del món, en aigües temperades i tropicals. Algunes regions on es troba inclouen Moçambic, l'est i la costa sud de Sud-àfrica, aigües europees i la costa est d'Austràlia. Aquesta espècie flota cap per avall sobre la tensió superficial de l'aigua del mar. Encara que viuen a mar obert, els dragonets blaus poden ser arrossegats accidentalment cap a la riba, el que fa que de vegades puguin ser albirats a les platges.
L'any 2021 van reaparèixer al mar Mediterrani després de 300 anys sense que se'n detectés la presència. Concretament, se'n van trobar exemplars en una cala d'Oriola i, dies després, en platges properes de Torrevella i Guardamar del Segura, totes tres situades al Baix Segura. La darrera vegada que se n'havien identificat exemplars al Mediterrani va ser l'any 1705, quan el botànic Johann Philipp Breyne en va observar a la costa d'Eivissa.

## Cicle de vida i comportament
El dragonet blau depreda altres organismes pelàgics més grossos, com ara l'altament verinosa caravel·la portuguesa (Physalia physalis), Velella velella, Porpita porpita i Janthina janthina. En alguns casos, aquest animal pot esdevenir caníbal quan es presta l'oportunitat. També és capaç d'alimentar-se de P. physalis perquè compta amb immunitat davant el verí d'aquesta espècie de medusa. Aquests nudibranquis consumeixen la caravel·la portuguesa sencera i sembla que seleccionen i emmagatzemen les toxines i els nematocists per al seu propi ús. El verí es recull en sacs especialitzats en les puntes de les seves cerates (els "dits" de les seves extremitats). Atès que Glaucus emmagatzema el verí, pot produir-ne un més potent i mortal que el de la caravel·la portuguesa. Amb l'ajuda d'un sac ple de gas en el seu estómac, aquesta espècie flota per la superfície marina. A causa de la ubicació d'aquesta bossa, flota a l'inrevés: la superfície dorsal és en realitat el peu. La veritable superfície dorsal és d'un color gris platejat; aquesta coloració li serveix de camuflatge i l'ajuda a defensar-se dels depredadors, tant per sobre com per sota. És àmpliament discutit en l'àmbit científic si aquest nudibranqui es mou per si mateix o és arrossegat pels corrents. El dragonet blau, com la majoria de nudibranquis, és hermafrodita, tenint tant òrgans sexuals masculins com femenins. Al contrari d'altres nudibranquis, l'aparellament no transcorre per la part dreta, sinó per la ventral. Després de la còpula, produeixen cadenes d'ous.

## Galeria

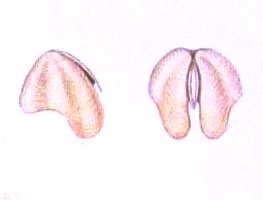
Mandíbules de dragonet blau
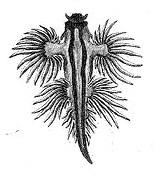
Il·lustració
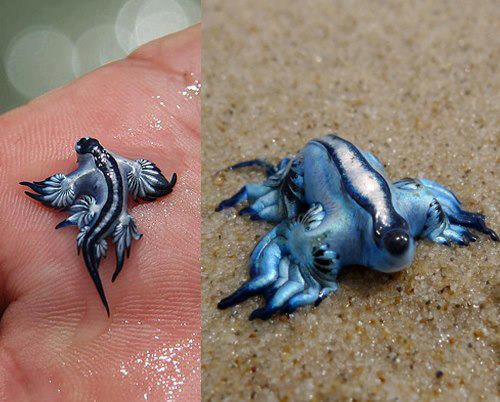
Espècimens fora de l'aigua. El contacte directe amb l'animal pot produir una picada.